# Marthe Fare
Marthe Fare, née Nounfoh Fare à Lomé le 29 juillet 1985, est une auteure et romancière, se réclamant proche des auteurs Sami Tchak et Calixthe Beyala entre autres, et journaliste et activiste togolaise. Diplômée de l'École supérieure de journalisme de Lille (86e promotion), elle est devenue cheffe du service communication et relations publiques au Togo à l'Agence nationale du volontariat au Togo.

## Biographie
Marthe Fare est une journaliste, écrivaine, blogueuse, activiste et chargée de communication togolaise. Passionnée de journalisme, elle se fait découvrir à travers sa participation active à plusieurs émissions destinées à la jeunesse, dont Casse-lui la gueule et Viva Hollidays sur la radio Zephyr. Pendant ses études universitaires, elle est recrutée comme journaliste présentatrice du journal télévisé par la télévision privée TV7 au Togo. Elle exerce ce métier simultanément avec des études de lettres modernes. Puis, elle bénéficie d'une bourse de formation et effectue une formation à l'École supérieure de journalisme de Lille.
Rentrée au Togo, elle se positionne comme journaliste web, spécialiste des nouveaux médias. Elle est aussi formatrice en journalisme web à l'École supérieure des techniques, des arts et de la communication (ESTAC). Romancière et nouvelliste, Marthe Fare est l’auteur de La Sirène des bas-fonds et aussi Rivales, sa deuxième œuvre.
Elle se présente comme Marthe Fare en tant que journaliste et comme Noun Fare comme romancière. 

## Œuvres
- La Sirène des bas-fonds, édition Awoudy, 2011[7]
- Rivales[8],[9], édition Awoudy, 2015  (ISBN 9791091011266)
- Mots à maux[10],[11], recueil de nouvelle, 2021,  (ISBN 978 2 38044 012 6)

## Médias et productions
Marthe Fare a travaillé dans plusieurs médias internationaux et nationaux. Aussi, elle est productrice d'une émission de promotion de la femme togolaise, Egbe Nana.

### Médias
- TV7, présentatrice télé et reporter, 2008
- LCF, rédactrice et reporter, 2009
- Culture Sud, pigiste, 2010-2012
- Jeune Afrique[12], Paris, 2011
- TV5 Monde[13], Paris, 2012
- 7joursIci, Lomé, 2012
- Tendances, Lomé, 2013-2014
- Africa Business Magazine, Pigiste, 2018
- Africa Magazine, Pigiste 2019

### Production
Marthe Fare est aujourd'hui la productrice déléguée de Egbe Nana, un projet financé par l'Union européenne au Togo. Grâce au programme de consolidation de l’État et du monde associatif (Pro-CEMA), 52 femmes togolaises verront leur portrait diffuser dans les médias pour inciter et inspirer des jeunes femmes désireuses de s’engager dans la vie socio-économique et politique du Togo. Elle coordonne la réalisation, la production et la diffusion du programme à travers différentes plates-formes sociales (Youtube, Facebook, Instagram).

## Engagement social
Blogueuse influente au Togo, Marthe Fare est très engagée sur les questions de défense des droits de la femme, et sur les violences sexuelles. Elle a initié en 2018 le collectif Non, c'est non, un collectif de lutte contre les violences sexuelles faites aux femmes. Ce collectif a mené des actions coups de poing à Lomé en vue de sensibiliser contre les violences. Elle est souvent citée en référence dans la communication et dans les questions de droits de l'homme quant à la lutte contre les violences faites aux femmes,.
Elle dirige à ce jour le centre PEN-International du Togo.

## Distinctions
Marthe Fare est lauréate de plusieurs distinctions nationale et internationale. Elle est Prix Sembene Ousmane du Roman 2021 de l'Association des écrivains du Sénégal (AES) avec son roman Rivales publié en 2014. Elle a été plusieurs fois nommée aux Togo Top Impacts. En 2020, elle est identifiée dans la catégorie Meilleur Jeune Leader et en 2021 dans la catégorie Meilleur acteur culturel. En 2019, elle a participé au Programme Femmes passionnées de Canal plus Togo. Elle finit à la deuxième place à la suite du plébiscite populaire.